# Кампоротондо Етнео
Кампоротондо Етнео је насеље у Италији у округу Катанија, региону Сицилија.
Према процени из 2011. у насељу је живело 2831 становника. Насеље се налази на надморској висини од 435 м.

## Становништво
| 1951. | 1961. | 1971. | 1981. | 1991. | 2001. | 2011. |
| ----- | ----- | ----- | ----- | ----- | ----- | ----- |
| 790   | 888   | 913   | 1.337 | 2.066 | 3.007 | 4.476 |